# Vincenz Eduard Milde

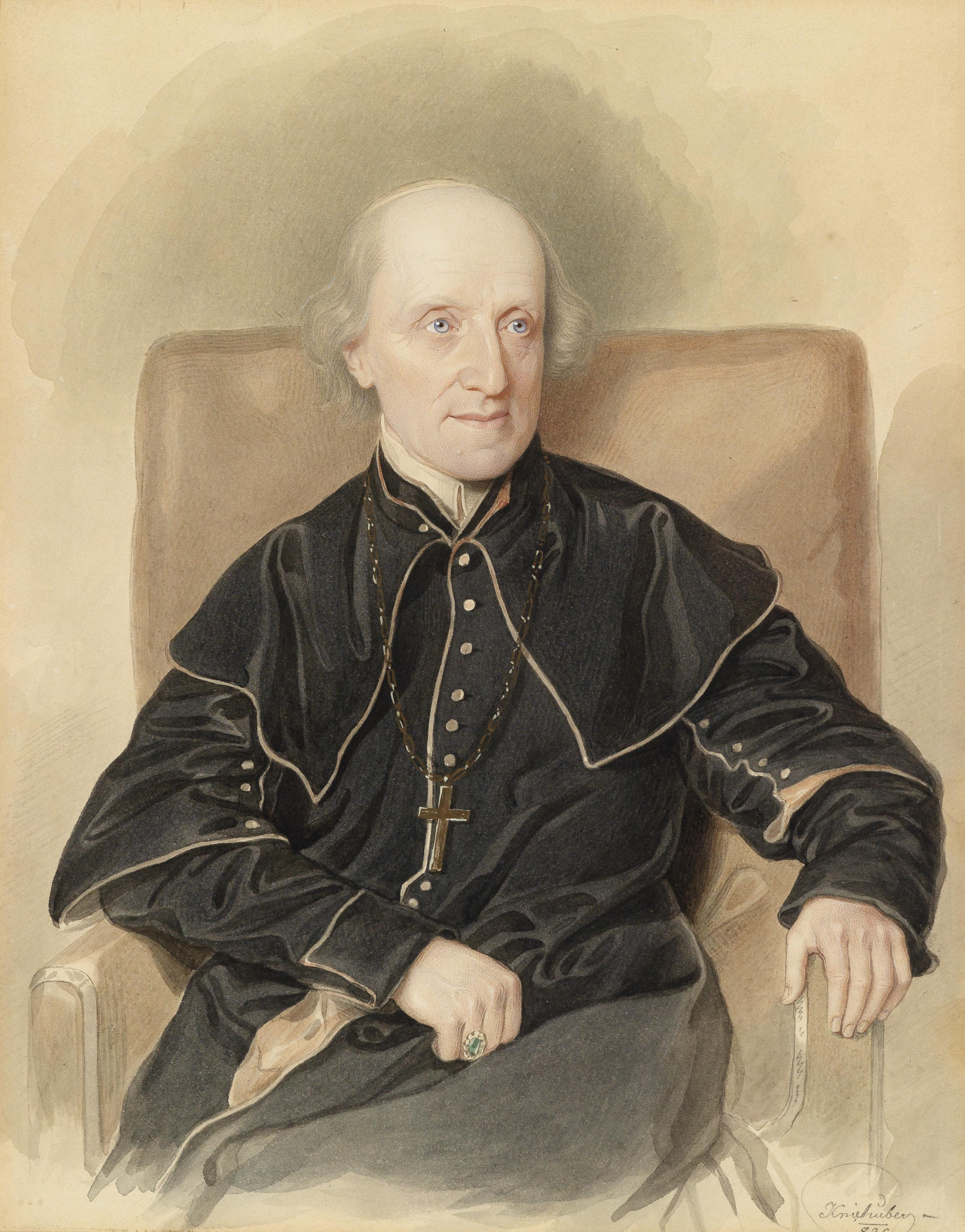
Josef Kriehuber: Bildnis Vincenz Eduard Milde, 1835

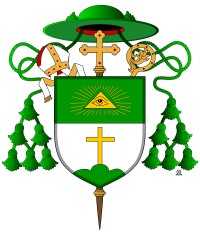
Wappen von Vincenz Eduard Milde, Bischof von Leitmeritz (1823–1832)

Vincenz Eduard Milde (auch: Vinzenz Eduard Milde; * 11. Mai 1777 in Brünn, Markgrafschaft Mähren; † 14. März 1853 in Wien) war Pädagoge und von 1823 bis 1832  römisch-katholischer Bischof von Leitmeritz sowie von 1832 bis 1853 Erzbischof von Wien.

## Leben
Vincenz Eduard Milde war der Sohn eines Brünner Buchbinders. Von 1788 bis 1792 besuchte er das Gymnasium seiner Heimatstadt und studierte anschließend Philosophie in Wien und Mathematik und Physik in Olmütz. 1794 trat in Wien er in das Priesterseminar ein. Ab 1798 wirkte er als Korrepetitor für Orientalische Sprachen an der Theologischen Fakultät der Wiener Universität. 1800 empfing er die Priesterweihe und wurde 1805 zum Hofkaplan ernannt. 1806 folgte die Berufung zum ersten österreichischen Professor für Erziehungswissenschaften an die Universität Wien. Aus gesundheitlichen Gründen verzichtete er 1810 auf das Lehramt. Im gleichen Jahr wurde er Pfarrer von Wolfpassing, wo er das Lehrbuch der allgemeinen Erziehungskunde verfasste. 1814 ernannte ihn der Kaiser zum Pfarrer und Dechanten von Krems an der Donau und gleichzeitig zum dortigen Schulaufseher und Leiter der philosophischen Lehranstalt, die vom Orden der Piaristen betrieben wurde. Zudem wurde er Ehrendomherr von St. Stephan in Wien. An seinem neuen Wirkungsort entfaltete er neben der seelsorglichen auch eine reiche pädagogische Tätigkeit. Neben der Förderung der lokalen Kirchengeschichtsschreibung verfasste er auch Instruktionen für Gefängnisseelsorger.
Nach der Resignation der Leitmeritzer Bischofs Josef Franz Hurdálek nominierte Kaiser Franz I. am 16. Januar 1823 Vincenz Eduard Milde zu dessen Nachfolger. Der päpstlichen Bestätigung vom 6. Mai desselben Jahres folgte am 13. Juli die Bischofsweihe durch den Wiener Weihbischof Matthias Paulus Steindl. Während seiner Amtszeit veranlasste Bischof Milde zahlreiche pastorale und organisatorische Maßnahmen und setzte sich für die Stärkung der Orden ein. Das von ihm erbaute Wiener Priesterseminar leitete er selbst im Geist der österreichischen katholischen Restauration. Gegenüber dem vom Kaiser verfolgten Absolutismus und dem Staatskirchentum verhielt er sich loyal.
Nach dem Tod des Wiener Erzbischofs Leopold Maximilian von Firmian wurde Vincenz Eduard Milde am 27. Oktober 1831 zu dessen Nachfolger ernannt. Die päpstliche Bestätigung erfolgte am 19. März 1832, die Amtseinführung am 31. Mai 1832.
Beim Ausbruch der Revolution von 1848/49 verfasste Erzbischof Milde auf Anregung des Klerus einen Hirtenbrief. Vermutlich wegen seiner staatskirchlichen Anpassung und seiner geschwächten Gesundheit wandte er sich nicht entschieden gegen den aufkommenden Antiklerikalismus. Obwohl von weiten Teilen der Bevölkerung die Versammlungs- und Pressefreiheit gefordert wurden, verbot er dem Klerus, sich zu versammeln. Gleichzeitig wandte er sich gegen die Gründung von katholischen Vereinen sowie von Bücher- und Lesevereinigungen und auch gegen eine Neuausgabe der Wiener Kirchenzeitung. Erst auf Drängen des Salzburger Erzbischofs Friedrich zu Schwarzenberg verfasste er im Dezember 1848 eine Denkschrift an den österreichischen Reichstag, mit der auf die kirchenpolitische Lage aufmerksam gemacht wurde. 1849 forderte der Wiener Nuntius Michele Viale-Prelà die Absetzung oder Resignation des Erzbischofs, konnte sich damit jedoch bei der österreichischen Regierung nicht durchsetzen.
Große Verdienste erwarb sich Vincenz Eduard Milde im pädagogischen Bereich. Er setzte sich für die verständnisvolle Behandlung straffälliger Jugendlicher ein und für die Erziehung und Anleitung der Schüler zu selbständiger Arbeit. Die wissenschaftlichen Disziplinen der Heil-, Sonder- und Kriminalpädagogik in Österreich wurden von ihm begründet. Bedeutende Impulse der Sozial- und Religionspädagogik gehen auf ihn zurück.
Ausgezeichnet wurde er mit dem Großkreuz des Leopold-Ordens.
Im Jahr 1884 wurde in Wien-Ottakring (16. Bezirk) der Mildeplatz nach ihm benannt.

## Werke
- Lehrbuch der allgemeinen Erziehungskunde zum Gebrauch öffentlicher Vorlesungen. 2 Bände, Wien 1811–1813.
- Lehrbuch der allgemeinen Erziehungskunde im Auszug. Als Leitfaden bey öffentlichen Vorlesungen. 1821.
- Christkatholische Betrachtungen und Gebete in den Tagen der Gefahr der Asiatischen Brechruhr Cholera morbus. Leitmeritz 1831.
- Feldzeugmeister Joseph Freiherr von Rath. Dresden 1852.